# A1 (автомагистраль, Австрия)
Автомагистраль A1 (также Западный автобан А-1; нем. West Autobahn или нем. Autobahn A1) — главная австрийская скоростная автомобильная магистраль, проходящая с востока на запад и завершенная в 1967 году. Являлась первой автомагистралью, построенной на территории Австрии в рамках системы «Reichsautobahn» Третьего Рейха — строительство первых двух секций под Зальцбургом было начато Адольфом Гитлером через несколько недель после Аншлюса, в 1938 году.
Сегодня дорога проходит от окраины Вены через Линц до Зальцбурга, где соединяется с немецким Bundesautobahn A 8 на бывшем пограничном переходе у Вальс-Зиценхайма. Является ключевой магистралью частью основных европейских маршрутов E55 и E60.